# 에디트 피아프
에디트 피아프(프랑스어: Édith Piaf, 본명은 에디트 조반나 가시옹(프랑스어: Édith Giovanna Gassion), 1915년 12월 19일~1963년 10월 11일)는 프랑스의 가수이다. 제2차 세계 대전 이후 최고의 가수로 불린다.
에디트 피아프는 1915년 12월 19일 프랑스 파리의 가난한 노동자 구역인 베르빌에서 태어났다. 어머니는 거리에서 노래를 부르는 가수였고, 아버지는 거리의 곡예사였다. 어머니는 그녀가 태어난 지 두 달 만에 어디론가 사라져 버렸다. 서커스단 단원으로 한 몸 건사하기조차 벅차했던 아버지는 어쩔 수 없이 포주였던 할머니에게 에디트를 맡겼다. 어린 나이에 백내장에 걸려 실명 위기를 겪다가 7살 무렵에야 간신히 회복될 정도로 열악한 환경에서 성장한 탓에 키는 142cm에 불과했다.
15세 때부터 골목을 누비며 노래를 불러 생활, '자니즈'라는 카바레의 가수가 되었으나 살인 사건에 말려들어 실의의 나날을 보냈다. 이윽고 주위의 격려를 받아 재기, 〈나의 병정 아저씨〉 등을 불러 성공하였다. 1940년에 장 콕토의 희곡을 홀로 연기하였다. 직접 작사한 〈장밋빛 인생〉, 〈사랑의 찬가〉 등을 불러 히트시켰으며, 《파리의 기사(騎士)》(1951년, ACC), 《파담 파담》(1952년, ADF)으로 디스크 대상을 획득하였다. 이브 몽탕을 비롯하여 많은 남성 가수를 사랑하는 등 그 연애경력도 화려했으나 1952년부터 4년 동안은 가수인 자크 피르스와 결혼, 1962년에는 테오 사라포와 재혼하였다.

## 대중 문화 속의 모습
그녀의 노래는 자신의 비극적인 삶의 반영이었고, 특기인 심금을 울리는 발라드는 애끓는 목소리로 가창되었다. 그녀가 남긴 주요곡으로는 "La Vie en rose"(→장밋빛 인생, 1946),"Hymne à l'amour"(사랑의 찬가, 1949), "Milord" (신사, 1959),"Non, je ne regrette rien" (→아니오 전혀 후회하지 않아요, 1960) 등이 있다.

### 피아프에 관한 영화
올리비에 다앙이 감독을 맡은 그녀의 일대기를 영화화한 《라비앙 로즈》가 2007년 2월 베를린 국제 영화제에서 처음 공개되었다. 피아프 역을 맡은 마리옹 코티야르는 이 영화로 아카데미 여우주연상을 수상하였다.